# Дунів (Золочівський район)
Ду́нів — село в Україні, у Золочівському районі Львівської області. Населення становить 70 осіб. Орган місцевого самоврядування - Буська міська рада.